# Porsche 959
La Porsche 959 è un'autovettura sportiva costruita dalla casa automobilistica tedesca Porsche, prodotta in 292 esemplari tra il 1986 ed il 1988.

## Il contesto

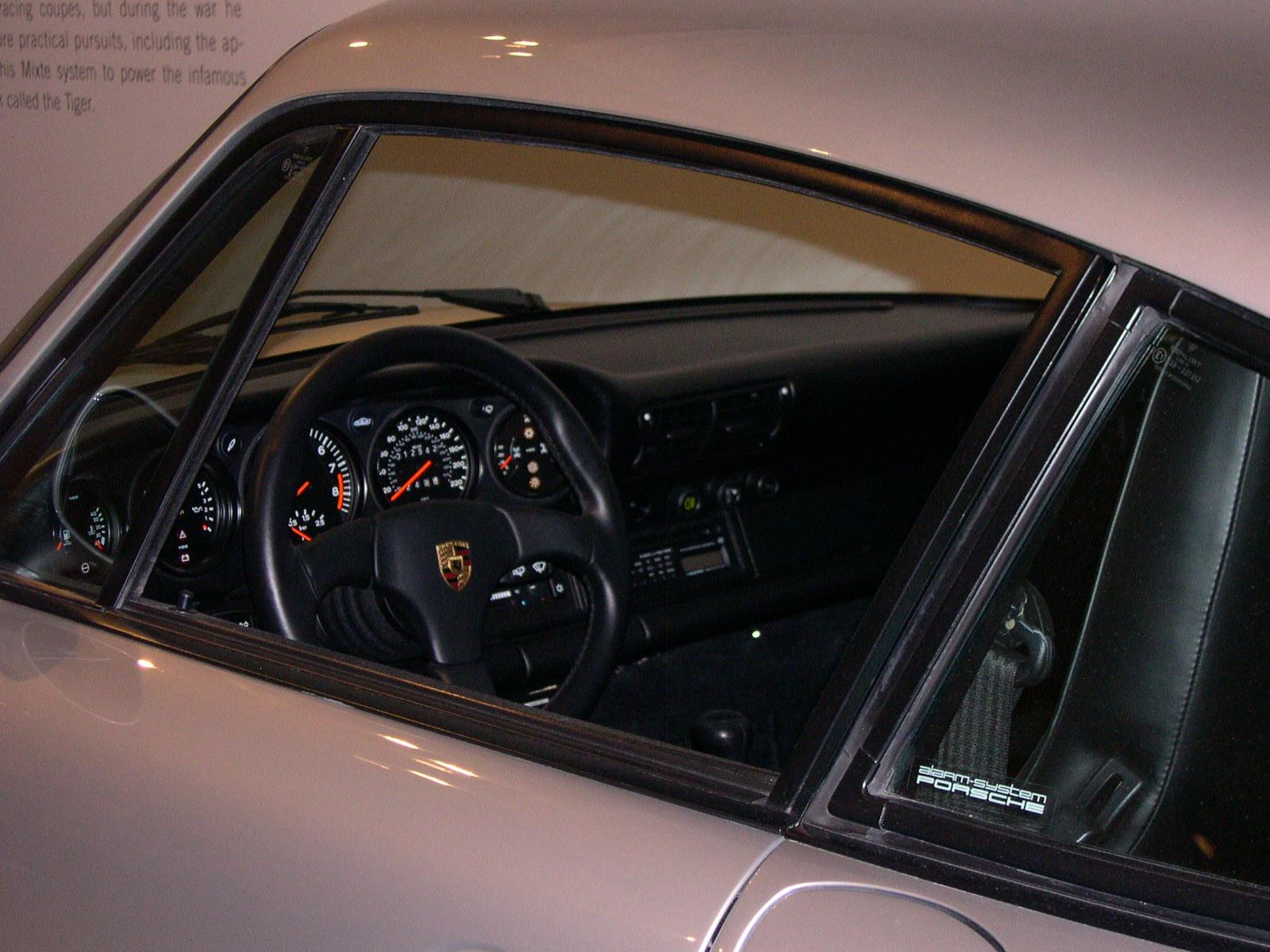
Abitacolo di una 959

Questa produzione limitata si rese necessaria per poter iscrivere la vettura alle competizioni del Gruppo B, categoria che prevedeva un numero minimo di 200 esemplari per l'omologazione. Le novità comprendevano, oltre a un complesso sistema di trazione integrale denominato PSK (Porsche-Steuer Kupplung), quattro valvole per cilindro, raffreddamento ad acqua delle testate, pistoni forgiati in alluminio, bielle in titanio, DOHC, due turbocompressori sequenziali, lubrificazione a carter secco e una centralina Bosch Motronic con iniezione digitale di accensione. Inoltre un sistema elettronico escludeva una delle due turbine ai regimi più bassi e la faceva entrare in funzione solo quando era richiesta la massima potenza dal motore.

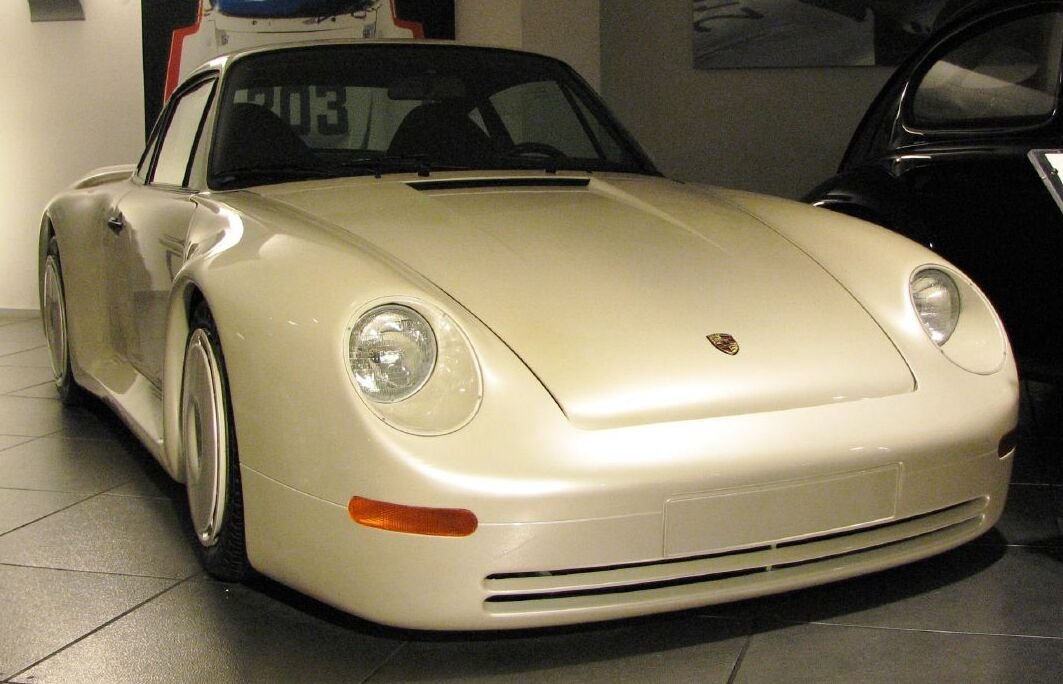
959 Concept Car Gruppo B del 1983

Il progetto risaliva al 1981 e la presentazione del primo prototipo avvenne al Salone dell'automobile di Francoforte nel 1983. La versione definitiva venne svelata sempre nella stessa città due anni dopo con l'inizio produzione fissato al 1986. Grande attenzione fu rivolta alla tecnologia, la 959 non solo era dotata di sospensioni a controllo elettronico e di sensori di pressione pneumatici ma anche di un avanzatissimo sistema di trazione integrale che nel 1995 troverà posto, per la prima volta nella storia della 911, nella Porsche 911 Turbo (serie 993).

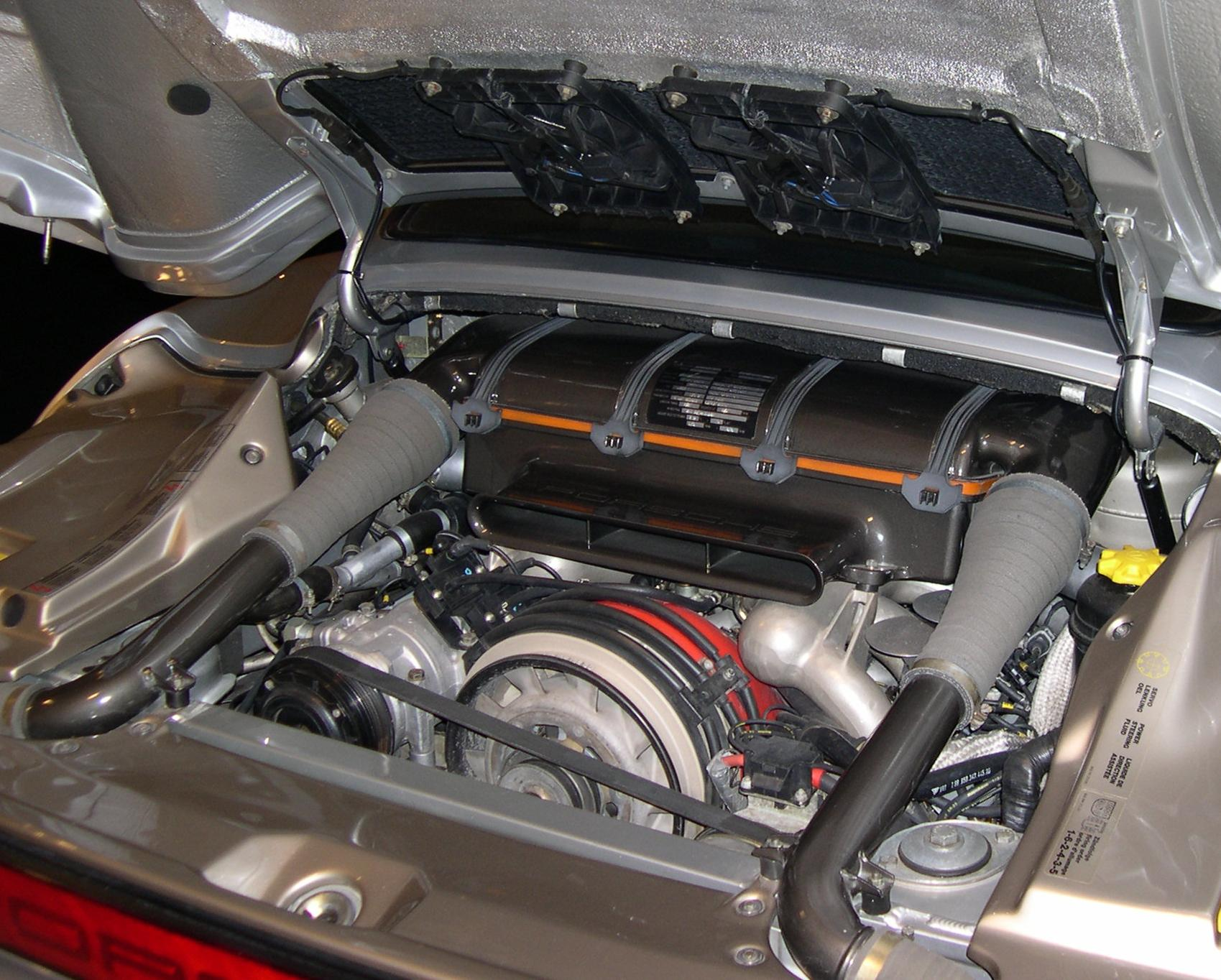
Motore di una 959

La 959 montava un motore 6 cilindri boxer di 2850 cm³ di cilindrata in grado di erogare 450 CV. La velocità massima che poteva raggiungere era di circa 314 km/h con un'accelerazione sullo 0–100 km/h di 3,7 secondi agevolata dalla trazione integrale. All'epoca era l'auto stradale più veloce al mondo, record mantenuto fino all'arrivo nel 1987 della Ferrari F40 che toccava i 326 km/h.

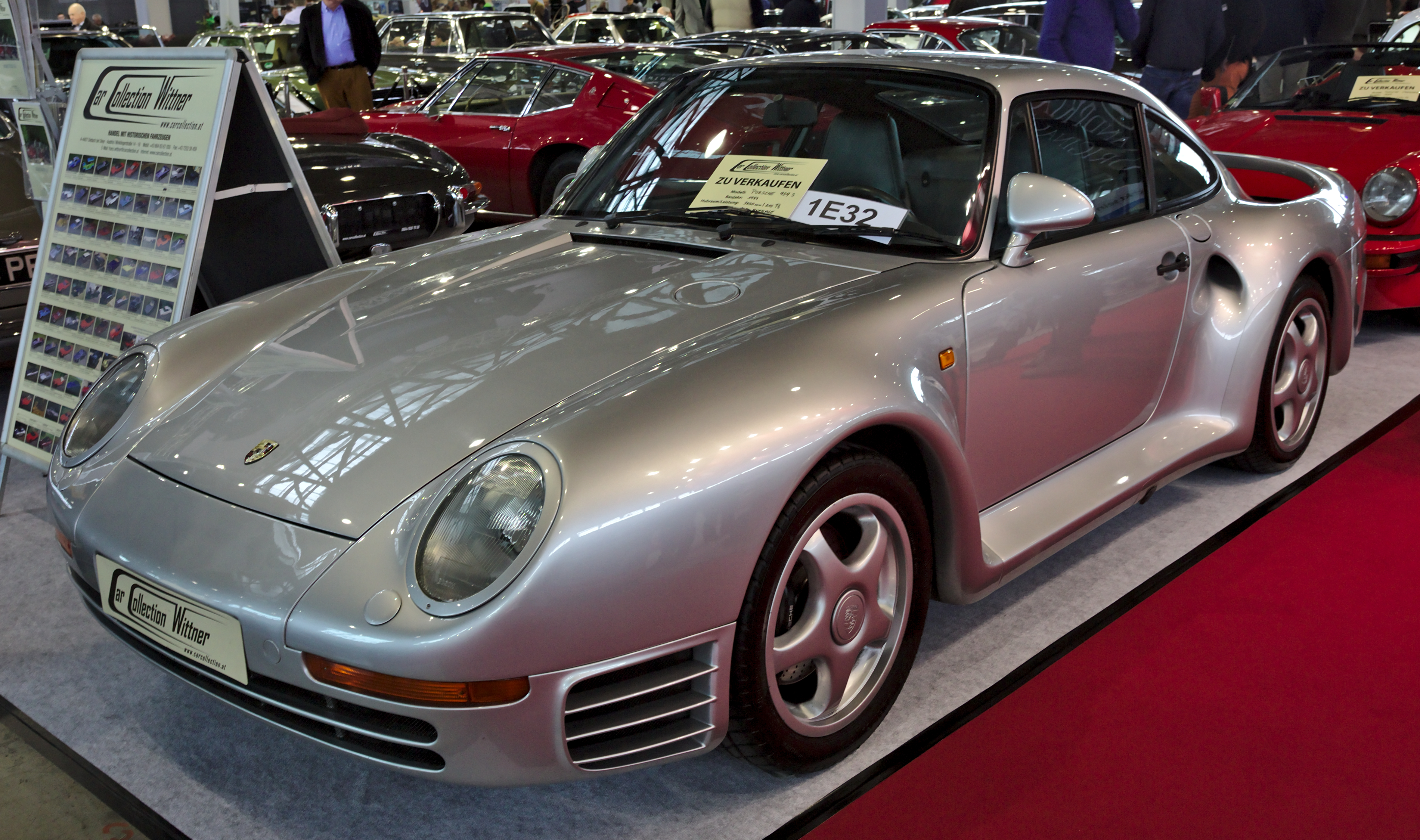
Porsche 959 S

Oltre alla versione standard, denominata Comfort, della 959 fu prodotta anche una versione alleggerita e semplificata, battezzata S (Sport). Dotata di sospensioni sportive convenzionali e non a controllo elettronico, alleggerita di circa un centinaio di kg per via dell'assenza dei sedili posteriori, dei complessi sistemi elettronici di bordo, della riduzione dei materiali fonoassorbenti e della semplificazione delle finiture, nonché dello specchietto retrovisore posto sul lato destro, era caratterizzata da prestazioni decisamente superiori: 0–100 km/h in 3″6, 340 km/h di velocità massima e motore potenziato a circa 515 CV.
La sua rivale per eccellenza di allora fu la Ferrari F40, la quale, in estrema antitesi, era spoglia di quelle tecnologie elettroniche che caratterizzavano invece la Porsche.

## 959 Dakar

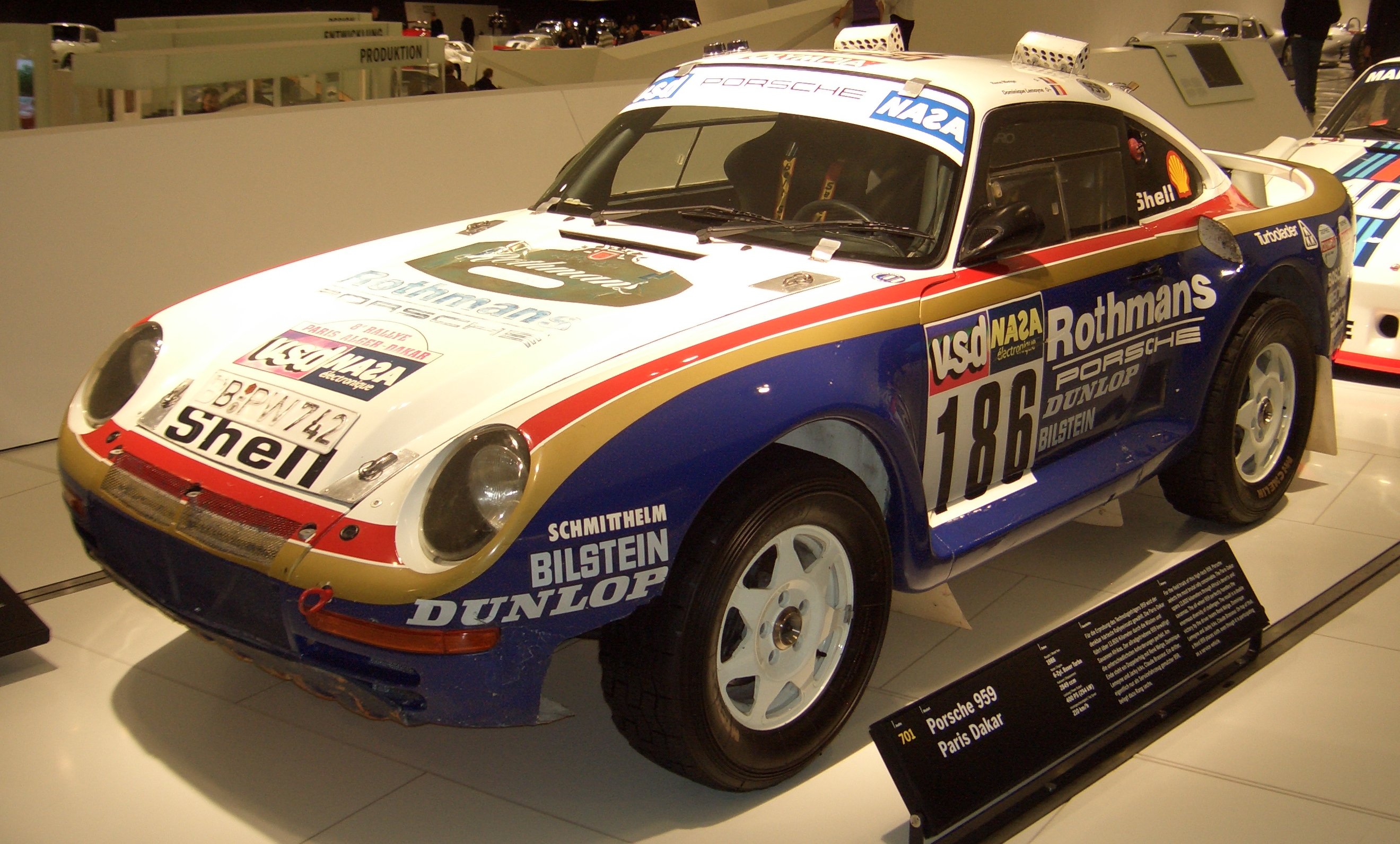
La versione Dakar del 1985

Nel 1984 Porsche decide di partecipare alla Parigi-Dakar sviluppando la vettura, partecipa con diversi prototipi anche nel 1985 ma solo nel 1986 la 959 è completa e ottiene primo, secondo e quinto posto. L'auto è quasi identica al modello di produzione "Sport" ma con una maggiore altezza da terra. Il motore è stato limitato a circa 400 CV per poter funzionare correttamente con la scarsa qualità del carburante reperibile in Africa. Per dimostrare la validità del progetto viene sviluppata anche una versione da competizione su asfalto denominata Porsche 961.